# Myrna Loy

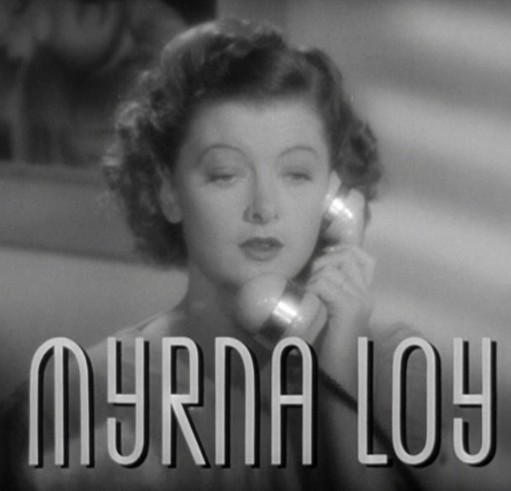
Myrna Loy i trailern till Gäckande skuggan kommer tillbaka (1939).

Myrna Loy, ursprungligen Myrna Adele Williams, född 2 augusti 1905 i Helena i Montana, död 14 december 1993 i New York i New York, var en amerikansk skådespelare. Bland Loys filmer märks Den gäckande skuggan (1934) och dess fem uppföljare, Situationens herre (1936), Den store Ziegfeld (1936), De bästa åren (1946) och Villervallavillan (1948). Loys karriär började sedan sakta ner och hon medverkade endast i några få filmer under 1950-talet, däribland i Dussinet fullt (1950), Ambassadörens dotter (1956) och Möte med okänd (1958). 

## Biografi
Myrna Loy växte upp på föräldrarnas boskapsfarm. Hennes far avled 1918 i spanska sjukan och familjen flyttade då till Los Angeles. Hon upptäcktes av Rudolph Valentino när hon var balettflicka på Grauman's Egyptian Theatre och fick en liten roll i stumfilmen Pretty Ladies (Jag söker mig en fästman… 1925). Under de följande åren hade hon en rad biroller, oftast som exotiska vamper.
År 1934 fick Myrna Loy sitt stora genombrott i detektivfilmen Den gäckande skuggan mot William Powell. I rollen som Nora Charles blev hon ett kvinnoideal som den perfekta, förstående kamrathustrun. Filmen fick fem uppföljare. I en omröstning 1936 utsågs Loy till "filmens drottning". Loy medverkade i cirka 130 filmer och TV-produktioner under sin aktiva tid, som varade mellan 1925 och 1981 och tilldelades en Heders-Oscar 1991.
Privat var Loy socialt engagerad; under andra världskriget ägnade hon all sin tid åt arbete för Röda korset och blev senare USA:s representant i FN-organet Unesco. Hon var gift fyra gånger, åren 1942–1944 med biluthyrningsarvingen John Hertz Jr.
Myrna Loy har en stjärna på Hollywood Walk of Fame vid adressen 6685 Hollywood Blvd.

## Filmografi i urval
- 1926 – Don Juan
- 1927 – Jazzsångaren
- 1931 – Transatlantic-mysteriet
- 1932 – Vanity Fair
- 1932 – Din för i kväll
- 1934 – En Manhattan-melodram
- 1934 – Den gäckande skuggan (den första i en serie filmer som byggde på författaren Dashiel Hammetts böcker)
- 1934 – Ett farligt möte
- 1936 – Hans fru och hans sekreterare
- 1936 – Situationens herre
- 1936 – Den store Ziegfeld
- 1936 – Efter den gäckande skuggan
- 1936 – Dåraktiga män
- 1937 – Dubbelbröllop
- 1939 – När regnet kom
- 1939 – Gäckande skuggan kommer tillbaka
- 1940 – Jag älskar dig åter
- 1941 – Kärlekstokig
- 1940 – Jag hatar dig, älskling!
- 1941 – Gäckande skuggan på nya äventyr!
- 1945 – Gäckande skuggan tar hem spelet
- 1946 – De bästa åren
- 1947 – Melodin som gäckade skuggan
- 1947 – Jag såg honom först!
- 1948 – Villervallavillan
- 1949 – Den röda ponnyn
- 1949 – Det hände på Capri
- 1950 – Dussinet fullt
- 1952 – Härliga tider
- 1956 – Ambassadörens dotter
- 1958 – Möte med okänd
- 1960 – Lycksökaren
- 1960 – April, april
- 1960 – En röst i dimman
- 1974 – Katastroflarm
- 1980 – Kärlekens prestige